# هينينج إنوكسن
هينينج إنوكسن (بالدنماركية: Henning Enoksen)‏ (26 سبتمبر 1935 في الدنمارك - 25 سبتمبر 2016) هو مدرب كرة قدم ولاعب كرة قدم دانمركي في مركز الهجوم، شارك في الألعاب الأولمبية الصيفية 1960. وشارك مع منتخب الدنمارك لكرة القدم. أما مع النوادي، فقد لعب مع آرهوس جمناستيك فورينينغ ونادي سيلكيبورج ونادي فايله.

## وصلات خارجية
- هينينج إنوكسن على موقع الاتحاد الأوربي (الإنجليزية)
- هينينج إنوكسن على موقع قاعدة بيانات كرة القدم.إي يو (الإنجليزية)
- هينينج إنوكسن على موقع ناشيونال فوتبول تيمز (الإنجليزية)
- هينينج إنوكسن على موقع أوليمبيديا (الإنجليزية)